# Departamento de Dakar
Dakar es uno de los 45 departamentos de Senegal. Forma parte de la región de Dakar. Su capital es la ciudad homónima, capital también de la región y del país. Fue creado por decreto del 21 de febrero de 2002. En ese momento su población era de 955 897 habitantes.

## Distritos
- Distrito de Almadies
- Distrito Meseta de Dakar
- Distrito del Gran Dakar
- Distrito Parcelles Assaines